# Aruba Dushi Tera
Aruba Dushi Tera ist die Nationalhymne Arubas.
Aruba patria aprecia
nos cuna venera
Chikito y simpel bo por ta
pero si respeta.
O, Aruba, dushi tera
nos baranca tan stima
Nos amor p’abo t’asina grandi
cu n’tin nada pa kibr'e, cu'n tin nada pa kibr'e.
Bo playanan tan admira
cu palma tur dorna
Bo escudo y bandera ta
orguyo di nos tur!
(Refrain...)
Grandeza di bo pueblo ta
su gran cordialidad
Cu Dios por guia y conserva
su amor pa libertad!
(Refrain...)